# Uggiano la Chiesa
Uggiano la Chiesa é uma comuna italiana da região da Puglia, província de Lecce, com cerca de 4.340 habitantes. Estende-se por uma área de 14 km², tendo uma densidade populacional de 310 hab/km². Faz fronteira com Giurdignano, Minervino di Lecce, Otranto, Santa Cesarea Terme.

## Demografia
| Variação demográfica do município entre 1861 e 2011                               |
|                                                                                   |
| Fonte: Istituto Nazionale di Statistica (ISTAT) - Elaboração gráfica da Wikipedia |